# تصفيات كأس العالم 2014 – أوروبا المجموعة أ

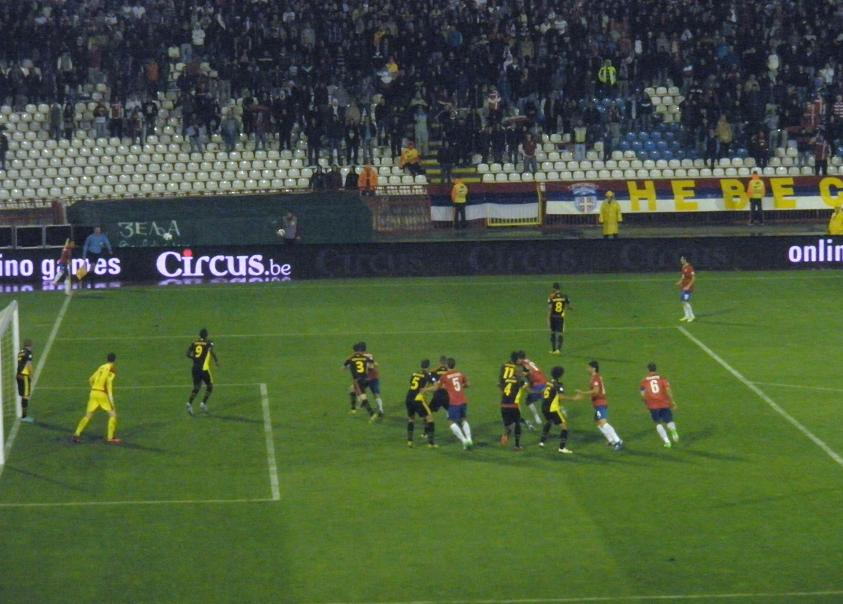
صربيا في مواجهة بلجيكا يوم 12 أكتوبر 2012.

تصفيات كأس العالم لكرة القدم 2014 – أوروبا المجموعة أ كانت واحدة من مجموعات التصفيات الأوروبية المؤهلة إلى كأس العالم لكرة القدم 2014. تألفت المجموعة من بلجيكا وكرواتيا ومقدونيا واسكتلندا وصربيا وويلز.
تأهلت المنتخب البلجيكي متصدر المجموعة مباشرة إلى نهائيات كأس العالم 2014. بينما كرواتيا المصنفة بين أفضل ثواني المجموعات صدعت إلى المباريات الفاصلة، حيث أوقعته القرعة ضد آيسلندا. تعادل المنتخبان في مباراة الذهاب وفازت كرواتيا في مباراة الإياب، لتتأهل أيضاً إلى كأس العالم.

## الترتيب
| الفريق      | لعب | ف | ت | خ | أ.له | أ.ع | أ.ف | نقاط |  | بلجيكا | كرواتيا | صربيا | إسكتلندا | ويلز | مقدونيا الشمالية |
| ----------- | --- | - | - | - | ---- | --- | --- | ---- |  | ------ | ------- | ----- | -------- | ---- | ---------------- |
| بلجيكا (Q)  | 10  | 8 | 2 | 0 | 18   | 4   | +14 | 26   |  | —      | 1–1     | 2–1   | 2–0      | 1–1  | 1–0              |
| كرواتيا (A) | 10  | 5 | 2 | 3 | 12   | 9   | +3  | 17   |  | 1–2    | —       | 2–0   | 0–1      | 2–0  | 1–0              |
| صربيا       | 10  | 4 | 2 | 4 | 18   | 11  | +7  | 14   |  | 0–3    | 1–1     | —     | 2–0      | 6–1  | 5–1              |
| إسكتلندا    | 10  | 3 | 2 | 5 | 8    | 12  | −4  | 11   |  | 0–2    | 2–0     | 0–0   | —        | 1–2  | 1–1              |
| ويلز        | 10  | 3 | 1 | 6 | 9    | 20  | −11 | 10   |  | 0–2    | 1–2     | 0–3   | 2–1      | —    | 1–0              |
| مقدونيا     | 10  | 2 | 1 | 7 | 7    | 16  | −9  | 7    |  | 0–2    | 1–2     | 1–0   | 1–2      | 2–1  | —                |

## المباريات
تم تحديد جدول المباريات خلال اجتماع عقد في بروكسل، بلجيكا يوم 23 نوفمبر 2011.
| كرواتيا      | 1–0   | مقدونيا |
| ------------ | ----- | ------- |
| ييلافيتش 69' | تقرير |         |

| ويلز | 0–2   | بلجيكا                     |
| ---- | ----- | -------------------------- |
|      | تقرير | كومباني 42' · فيرتونغن 83' |

| إسكتلندا | 0–0   | صربيا |
| -------- | ----- | ----- |
|          | تقرير |       |

| صربيا                                                                                 | 6–1   | ويلز          |
| ------------------------------------------------------------------------------------- | ----- | ------------- |
| كولاروف 16' · توشيتش 24' · جوريتشيتش 37' · تاديتش 55' · إيفانوفيتش 80' · سوليماني 90' | تقرير | غاريث بيل 31' |

| بلجيكا      | 1–1   | كرواتيا     |
| ----------- | ----- | ----------- |
| جيليه 45+1' | تقرير | بيريشيتش 6' |

| إسكتلندا | 1–1   | مقدونيا     |
| -------- | ----- | ----------- |
| ميلر 43' | تقرير | نوفيسكي 11' |

| مقدونيا     | 1–2   | كرواتيا                     |
| ----------- | ----- | --------------------------- |
| إبرايمي 16' | تقرير | تشورلوكا 33' · راكيتيتش 60' |

| صربيا | 0–3   | بلجيكا                                     |
| ----- | ----- | ------------------------------------------ |
|       | تقرير | بينتيكي 34' · دي بروين 68' · ميرالاس 90+1' |

| ويلز                 | 2–1   | إسكتلندا    |
| -------------------- | ----- | ----------- |
| بيل 80' (ركلة.)، 87' | تقرير | موريسون 27' |

| كرواتيا                      | 2–0   | ويلز |
| ---------------------------- | ----- | ---- |
| ماندجوكيتش 27' · إدواردو 57' | تقرير |      |

| مقدونيا             | 1–0   | صربيا |
| ------------------- | ----- | ----- |
| إبرايمي 59' (ركلة.) | تقرير |       |

| بلجيكا                    | 2–0   | إسكتلندا |
| ------------------------- | ----- | -------- |
| بينتيكي 68' · كومباني 71' | تقرير |          |

| كرواتيا                     | 2–0   | صربيا |
| --------------------------- | ----- | ----- |
| ماندجوكيتش 23' · أوليتش 37' | تقرير |       |

| مقدونيا | 0–2   | بلجيكا                           |
| ------- | ----- | -------------------------------- |
|         | تقرير | دي بروين 26' · هازار 62' (ركلة.) |

| إسكتلندا    | 1–2   | ويلز                                |
| ----------- | ----- | ----------------------------------- |
| هانلي 45+2' | تقرير | رامزي 72' (ركلة.) · روبسون-كانو 74' |

| صربيا              | 2–0   | إسكتلندا |
| ------------------ | ----- | -------- |
| جوريتشيتش 60'، 66' | تقرير |          |

| بلجيكا    | 1–0   | مقدونيا |
| --------- | ----- | ------- |
| هازار 62' | تقرير |         |

| ويلز            | 1–2   | كرواتيا                  |
| --------------- | ----- | ------------------------ |
| بيل 21' (ركلة.) | تقرير | لوفرين 77' · إدواردو 87' |

| كرواتيا | 0–1   | إسكتلندا     |
| ------- | ----- | ------------ |
|         | تقرير | سنودغراس 26' |

| بلجيكا                    | 2–1   | صربيا       |
| ------------------------- | ----- | ----------- |
| دي بروين 13' · فلايني 60' | تقرير | كولاروف 87' |

| مقدونيا                          | 2–1   | ويلز              |
| -------------------------------- | ----- | ----------------- |
| تريتشكوفسكي 20' · ترايكوفسكي 80' | تقرير | رامزي 39' (ركلة.) |

| صربيا         | 1–1   | كرواتيا              |
| ------------- | ----- | -------------------- |
| ميتروفيتش 66' | تقرير | ماريو ماندجوكيتش 53' |

| إسكتلندا | 0–2   | بلجيكا                  |
| -------- | ----- | ----------------------- |
|          | تقرير | ديفور 34' · ميرالاس 89' |

| مقدونيا       | 1–2   | إسكتلندا              |
| ------------- | ----- | --------------------- |
| كوستوفسكي 85' | تقرير | آنيا 60' · مالوني 89' |

| ويلز | 0–3   | صربيا                                            |
| ---- | ----- | ------------------------------------------------ |
|      | تقرير | جورجيفيتش 8' · كولاروف 38' · لازار ماركوفيتش 55' |

| كرواتيا       | 1–2   | بلجيكا          |
| ------------- | ----- | --------------- |
| كرانيتشار 84' | تقرير | لوكاكو 16'، 38' |

| ويلز      | 1–0   | مقدونيا |
| --------- | ----- | ------- |
| تشرتش 67' | تقرير |         |

| صربيا                                                                            | 5–1   | مقدونيا      |
| -------------------------------------------------------------------------------- | ----- | ------------ |
| زوران توشيتش 16' · باستا 19' · كولاروف 38' (ركلة.) · تاديتش 54' · شتشيبوفيتش 74' | تقرير | ياهوفيتش 83' |

| بلجيكا       | 1–1   | ويلز      |
| ------------ | ----- | --------- |
| دي بروين 64' | تقرير | رامزي 88' |

| إسكتلندا                  | 2–0   | كرواتيا |
| ------------------------- | ----- | ------- |
| سنودغراس 28' · نيسميث 73' | تقرير |         |

## مسجلي الأهداف
تم تسجيل 72 هدف على امتداد 30 مباراة، بمعدل 2.40 هدف لكل مباراة.
4 أهداف
| - ألكساندر كولاروف | - غاريث بيل | - كيفين دي بروين |

3 أهداف
| - فيليب جوريتشيتش | - آرون رامزي | - ماريو ماندجوكيتش |

هدفين
| - دوشان تاديتش - إدين هازار - فينسنت كومباني | - روميلو لوكاكو - كيفن ميرالاس - كريستيان بينتيكي | - آغيم إبرايمي - روبرت سنودغراس - إدواردو دا سيلفا |

هدف
| - ستيفن ديفور - مروان فلايني - غيوم جيليه - يان فيرتونغن - فيدران تشورلوكا - نيكيتسا ييلافيتش - نيكو كرانيتشار - ديان لوفرين - إيفيكا أوليتش - إيفان بيريشيتش - إيفان راكيتيتش | - أديس ياهوفيتش - يوفان كوستوفسكي - نيكولتشي نوفيسكي - ألكساندر ترايكوفسكي - إيفان تريتشكوفسكي - إيكيتشي آنيا - غرانت هانلي - شون مالوني - كيني ميلر - جيمس موريسون - ستيفن نيسميث | - دوشان باستا - فيليب جورجيفيتش - برانيسلاف إيفانوفيتش - لازار ماركوفيتش - ألكساندر ميتروفيتش - ستيفان شتشيبوفيتش - ميراليم سوليماني - زوران توشيتش - هال روبسون-كانو - سيمون تشرتش |

هدف ذاتي
| - ستيفان ريستوفسكي (لعب ضد صربيا) |

## روابط خارجية
- النتائج (FIFA.com)
- النتائج (UEFA.com)